# 河内馬飼押勝
河内馬飼 押勝（かわちのうまかいの おしかつ、生没年不詳）は古墳時代（6世紀中期）の豪族。姓は首。

## 記録
『日本書紀』によると、欽明天皇21年、新羅は弥至己知奈末（みちこちなま）を遣わして、大和政権に調をたてまつっている。饗応を受け、賜物も常よりも多く、奈末は喜んで退出し、「調賦の使いは国家としても重要に考えているので、私議とは比べものにはなりません。貢納には人民の命がかかっているのに、使いに選ばれると見下げられます。王政の弊（ついえ）は多くこれにかかります。願わくは良家の出身の者を使者とし、卑賤の育ちのものを当ててはなりませぬ」と言ったという
ところが、同22年（561年）、新羅は久礼叱及伐干（くれしきゅうばっかん）を遣わして、調賦を献上したが、接待役の礼遇方法が誰よりも劣っていたので、及伐干は恨んで帰国した。その際に、調賦を献上しないで帰国したらしく、同じ年に奴氐大舎（ぬてださ）を遣わして、久礼叱の貢納しなかった調賦を献上した。接待庁舎の難波の大郡（おおごおり）に、諸国の使者を案内する際に、接待役の額田部連・葛城直らが、新羅を百済の後に置いたため、大舎は立腹して帰ってしまった。大舎は客舎にはいらず、船に乗って穴門（長門）に帰り着いた。この時に、穴門館（あなとのむろつみ）を修理していた工匠の押勝が、大舎の「どちらの客のために工事をしているのか」という問いかけに、以下のようにいつわって答えた。
大舎は帰国して、その通りに告げたため、新羅は城を阿羅波斯山（あらはしむれ）に築いて、大和政権に備えた、という
その翌年（562年）、新羅は任那の官家を打ち滅ぼした。